# Кристиан, Питер
Питер Мартин Кристиан (англ. Peter Martin Christian род. 16 октября 1947, Понпеи, Понпеи) — микронезийский государственный и политический деятель. Президент Федеративных Штатов Микронезии с 11 мая 2015 по 11 мая 2019 года.

## Биография
Питер Кристиан родился 16 октября 1947 года на острове Понпеи. Окончил среднюю школу Ксавьера в штате Трук и поступил в Гавайский университет в Маноа в качестве получателя стипендии Центра «Восток-Запад» 1968 года.
Имея долгую политическую карьеру и образцовую службу в различных государственных органах, в первые годы государственной службы Питер Кристиан занимал должности сотрудника службы занятости округа Понапе (1970) и сотрудника полевой службы Понапе (1971).
Политическая карьера Кристиана началась тогда, когда в 1975 году он был избран представителем города Колониа в законодательное собрание округа Понапе.
В 1979 году был среди 14 человек, избранных в первый Конгресс Федеративных Штатов Микронезии, установив рекорд как самый молодой избранный член этого парламента (ему было 32 года). Позже он был назначен самым высокопоставленным членом Конгресса, проработав государственным служащим более трёх десятилетий.
Хотя Кристиан на протяжении всей своей общественной карьеры играл активную роль на международном уровне, он также проявлял активность на уровне рядовых сообществ. Особо следует отметить то, что Кристиан председательствовал в группе FSM Task Force, которая планировала переход от Exxon Mobil Corporation к национальной FSM Petroleum Corporation и выступала в качестве главного переговорщика по изменённому договору о свободной ассоциации с США.
С мая 2003 по май 2006 года являлся спикером Конгресса. В 2007 году избран сенатором от штата Понпеи и переизбран в 2011 году. В 2007 году занимал пост председателя Комитета по транспорту и связи.
В то время как долгая многообещающая политическая карьера подготовила его к занятию ключевых постов на протяжении всего периода его правления, Кристиан также работал министром ресурсов и развития ФШМ, пока не баллотировался и не выиграл в 2009 году место в штате Понпеи по особым поручениям.
В 2012 году Тихоокеанский институт государственной политики пригласил Кристиана представлять Федеративные Штаты Микронезии для обсуждения других тихоокеанских архипелагов Полинезии и Меланезии по вопросу о нейтралитете островных государств в эпоху стратегического соперничества. Он был настроен против главных стрелков южной части Тихого океана, таких как бывший конгрессмен США Эни Фалеомаваега из Американского Самоа, генерал-майор Джерри Сингирок из Папуа-Новой Гвинеи и министр Фиджи Калипате Тавола.
Кристиан был избран 8-м президентом Федеративных Штатов Микронезии и вступил в должность 11 мая 2015 года.
В марте 2019 года Кристиан проиграл выборы и вновь стал сенатором от штата Понпеи. В соответствии с законодательством Микронезии президент избирается из четырёх членов расширенного сообщества. В результате Питер Кристиан фактически проиграл свою заявку на переизбрание на пост президента. Скорее всего, на заявку Кристиана сильно появлиял скандал об обвинения на Гавайях зятя Кристиана и чиновника Департамента транспорта, связи и инфраструктуры страны Халберта за получение взяток.

### Личная жизнь
Женат на Маурине Вайльбакер Кристиан, у пары двое детей и пять внуков.
У Кристиана есть малукканские корни. Он происходит из третьего поколения семьи из деревни Харии, провинция Малуку.